# Miss Europe 2002

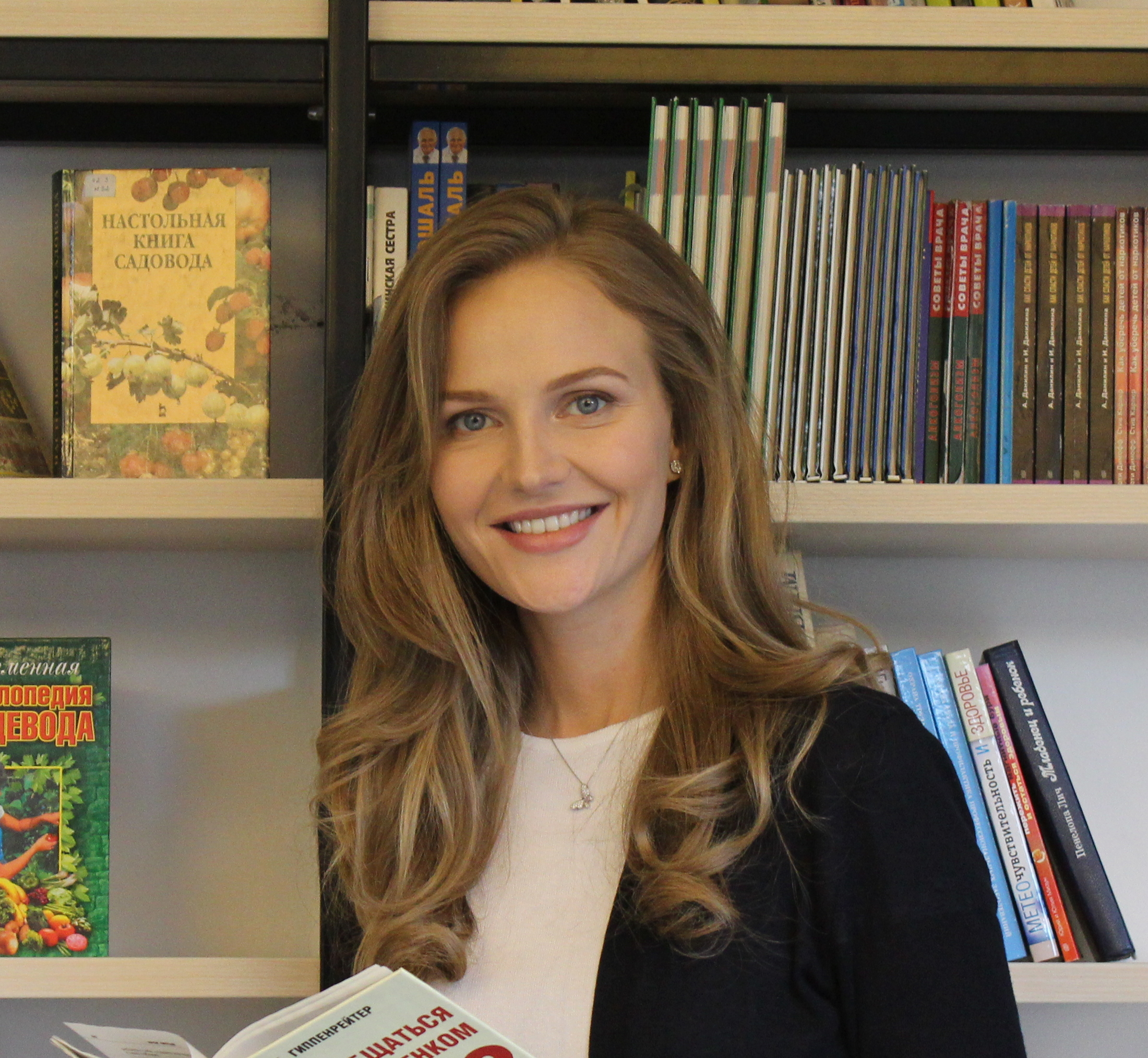
Svetlana Korolyova, Miss Russland und Miss Europe 2002 (hier ein Bild von 2015)

Der Wettbewerb um die Miss Europe 2002 war der vierundvierzigste seit 1948, den die Mondial Events Organisation (MEO) durchführte. (Mehrere Veranstaltungen waren ausgefallen). Die Organisation war von den Franzosen Roger Zeiler und Claude Berr ins Leben gerufen worden, hatte ihren Sitz in Paris und arrangierte den Wettbewerb 2002 letztmals. Die MEO hatte die Lizenz anschließend an Endemol verkauft, ein international operierendes Fernsehproduktions- und Entwicklungsunternehmen mit Sitz in den Niederlanden.
Die Kandidatinnen waren in ihren Herkunftsländern von nationalen Organisationskomitees ausgewählt worden, die mit der MEO Lizenzverträge abgeschlossen hatten. Dabei muss es sich nicht in jedem Fall um die Erstplatzierte in ihrem nationalen Wettbewerb gehandelt haben.

## Miss Europe 2002
Die Veranstaltung fand am 28. Dezember 2002 in der libanesischen Hauptstadt Beirut statt, wie schon im Vorjahr. Es gab 35 Bewerberinnen.
| Land                     | Schreibweise bei Pageantopolis  | Schreibweise in der Heimatsprache | Teilnahme an weiteren Wettbewerben |
| ------------------------ | ------------------------------- | --------------------------------- | --- |
| Platzierungen            |                                 |                                   | |
| 1. Russland              | Svetlana Korolyova              | Светлана Королёва                 | |
| 2. Deutschland           | Natascha Vanessa Börger Sevilla | Natascha Börger                   | Miss Universe 2002: Semifinale, Top Model of the World 2002: Siegerin, Miss Baltic Sea 2003: Siegerin, Miss International 2004: Semifinale |
| 3. Türkei                | Esra Eron                       | Esra Eron                         | |
| 4. Niederlande           | Kim Kötter                      | Kim Kötter                        | Miss Universe 2002 |
| 5. Rumänien              | Adina Dimitru                   |                                   | Miss Earth 2005 |
| Top 10                   |                                 |                                   | |
| Dänemark                 | Tina Christensen                |                                   | Miss Universe 2004 |
| Estland                  | Svetlana Makaritseva            |                                   | |
| Frankreich               | Louise Prieto                   | Louise Prieto                     | |
| Großbritannien           | Yana Booth                      | Yana Booth                        | |
| Polen                    | Monika Angermann                |                                   | Miss International 2002: Semifinale |
| Top 15                   |                                 |                                   | |
| Belarus                  | Ol’ga Nevdakh                   | Вольга Неўдах                     | Miss World 2003 |
| Griechenland             | Georgia Miha                    | Γεωργία Μίχα                      | |
| Litauen                  | Raimonda Valinciute             | Raimonda Valinčiūtė               | |
| Ukraine                  | Kataryna Kambova                | Катарина Камбова (russisch)       | |
| Zypern                   | Valentina Christofourou         | Βαλεντίνα Χριστοφόρου             | |
| Weitere Teilnehmerinnen  |                                 |                                   | |
| Albanien                 | Anjeza Maja                     |                                   | Miss World 2002 |
| Armenien                 | Kiristina Babayan               | Քրիստինա Բաբայան                  | |
| Belgien                  | Sundus Madhloom                 | Sundus Madhloom                   | |
| Bosnien und Herzegowina  | Branka Cvijanovic               | Branka Cvijanović                 | |
| Bulgarien                | Svelina Stoyanova               | Свелина Стоянова                  | |
| Finnland                 | Marja-Katariina Kulve           |                                   | Miss International 2002 |
| Georgien                 | Natalia Marikoda                |                                   | |
| Island                   | Berglind Óskarsdóttir           |                                   | |
| BR Jugoslawien           | Olga Bozovic                    | Olga Božović                      | |
| Kroatien                 | Ivana Cernok                    | Ivana Černok                      | |
| Lettland                 | Zanda Zarina                    | Zanda Zariņa                      | Miss Europe 2005 |
| Malta                    | Tiziana Mifsud                  |                                   | |
| Moldau                   | Elena Streapunina               |                                   | |
| Norwegen                 | Fay Larsen                      |                                   | Miss Earth 2003 |
| Österreich               | Nicole Kern                     |                                   | |
| San Marino               | Melania Astolfi                 |                                   | |
| Slowakei                 | Hana Burianova                  | Hana Burianová                    | |
| Spanien                  | Gemma Ruiz García               | Gemma Ruiz García                 | |
| Tschechien               | Radka Kocurova                  | Radka Kocurová                    | |
| Ungarn                   | Edit Friedl                     | Friedl Edit                       | Miss Universe 2002 |
| Kandidatur zurückgezogen |                                 |                                   | |
| Mazedonien               | Milena Prokojska                | Милена Прокојска                  | |

## Wettbewerb des „Comité Officiel et International Miss Europe“
Von 1951 bis 2002 gab es einen rivalisierenden europäischen Wettbewerb, durchgeführt vom Comité Officiel et International Miss Europe. Dies wurde 1950 von Jean Raibaut in Paris gegründet, der Sitz später nach Marseille verlegt. Die Siegerinnen trugen unterschiedliche Titel wie Miss Europa, Miss Europe oder auch Miss Europe International.
Er fand am 19. Mai 2002 zum letzten Mal statt, im Musiktheater „Roma“ in der polnischen Hauptstadt Warschau. Es gab 48 Bewerberinnen aus 31 Ländern.
Platzierungen
- 1.  Griechenland: Amandine Hatzithomas / … Χατζηθωμάς
- 2.  Polen: Malgorzata Ksiazek / Małgorzata Książek
- 3.  Ungarn: Anita Gaal

Weitere Teilnehmerinnen
- Albanien: Denisa Cela
- Albanien: Elisabeta Gjonpali
- Andorra: Vanessa Baudet
- Armenien: Florina Curelea
- Armenien: Liliana Vitan
- Belgien: Brunhilde Verhenne
- Bulgarien: Alten Alieva
- Bulgarien: Veneta Harizanova / Венета …
- Dänemark: Maria Farch Kristensen
- Dänemark: Renée Nielsson
- Deutschland: Johanna Mitterer
- Deutschland: Anna Werner
- England: Emma O’Regan
- Finnland: Linda Lillbäck
- Finnland: Sanna Ojamaa
- Frankreich: Amandine Guyot
- Frankreich: Jessica Laberterie
- Holland: Linda van der Hilst
- Holland: Danielle van Kreuningen
- Irland: Jayne Louise Slater
- Italien: Emiliana De Pasquale / Emiliana de Pasquale
- Italien: Barbara Salvati
- Kosovo: Dielliza Banjaku
- Kosovo: Dielliza Kolgeci
- Lettland: Sarmite Barsevska
- Mazedonien: Bekime Sadiku
- Malta: Mae Elizabeth Apap
- Malta: Antonella Vella (auch Teilnahme an der Miss World 2004)
- Moldau: Alice Marcu
- Moldau: Michaela Panait
- Norwegen: Nadia Tavakolzadeh
- Österreich: Caroline Gudonius
- Polen: Anna Baltrukiewicz
- Polen: Katarzyna Starska
- Rumänien: Patricia Dumitrescu
- Rumänien: Roxana Dorobantu
- Schottland: Katie Craven
- Schweden: Frida Lundell
- Schweiz: Stefanie Sultzer
- Spanien: Esther Colado
- Spanien: Rebeca Castillo Castillo
- Türkei: Cennet Erol
- Ungarn: Szabina Stedra
- Wales: Kimberleigh Bates
- Zypern: Marianna Simeou / Μαριάννα Συμεού